# Monte Stivo
Monte Stivo – szczyt w paśmie Prealpi Gardesane, w Alpach Wschodnich. Leży w północnych Włoszech, w regionie Trydent-Górna Adyga, na granicy gmin Rovereto (od wsch.) i Arco (od zach.). 